# Panneaux de signalisation au pays de Galles
 (septembre 2018).

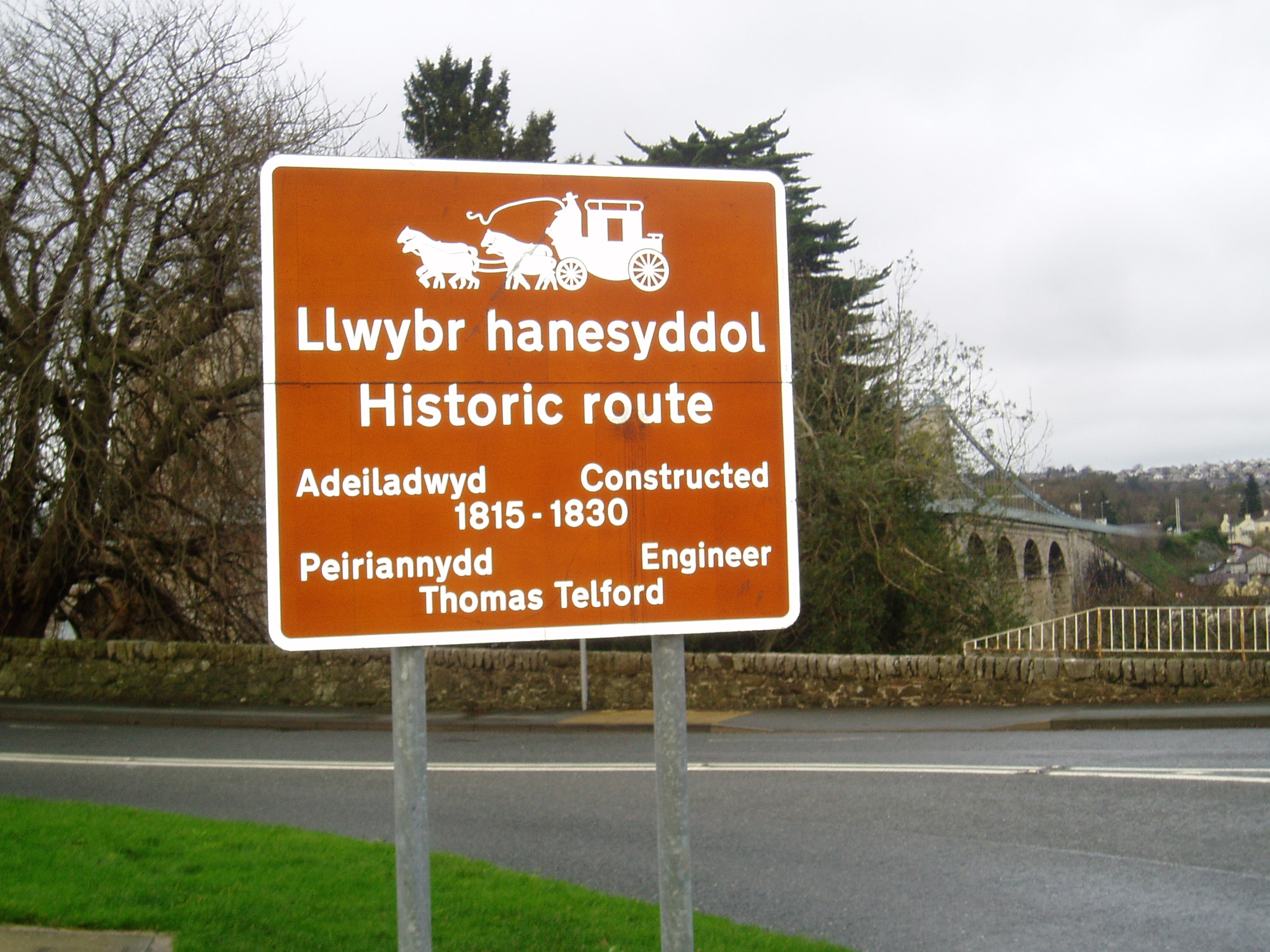
Un panneau de signalisation bilingue en gallois-anglais sur la route A5 dans le Nord du Pays de Galles

Les panneaux de signalisation au pays de Galles suivent les mêmes principes graphiques que ceux dans d'autres parties du Royaume-Uni. 
Tous les panneaux contiennent à la fois du gallois et de l'anglais, avec le gallois apparaissant en premier dans plusieurs endroits.

## Politique actuelle
Un nouveau règlement[Lequel ?] entré en vigueur en 2016 stipule que toutes les signalisations doivent faire apparaître d'abord la version galloise, mettant fin à la priorité à l'anglais qui prévalait lorsque les autorités locales en décidaient ainsi. Les panneaux faisant apparaître d'abord l'anglais seront remplacés au fur et à mesure de leur renouvellement pour rénovation ou en cas de changement du réseau routier. Le gouvernement gallois stipule dans les Normes de la langue galloise, à l'Article 119, page 17, que « lorsqu'une signalisation contient du gallois, le texte en gallois doit être lisible en premier » et que « le remplacement de la signalisation sur les routes régionales fera partie du programme de renouvellement en cours, la priorité étant donnée aux routes principales ». Le précédent Programme pour la langue galloise stipulait que les signalisations ne contenant que de l'anglais devaient devenir bilingues au fur et à mesure de leur remplacement, et que l'ordre dans lequel les langues apparaissait se conformerait aux pratiques locales.

## Signalisation bilingue

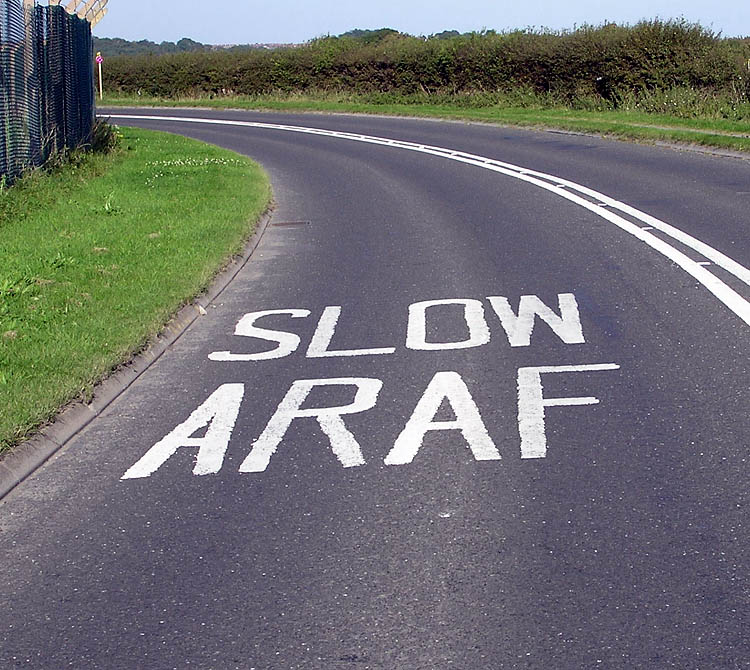
Marquage bilingue sur une route près de l'Aéroport de Cardiff

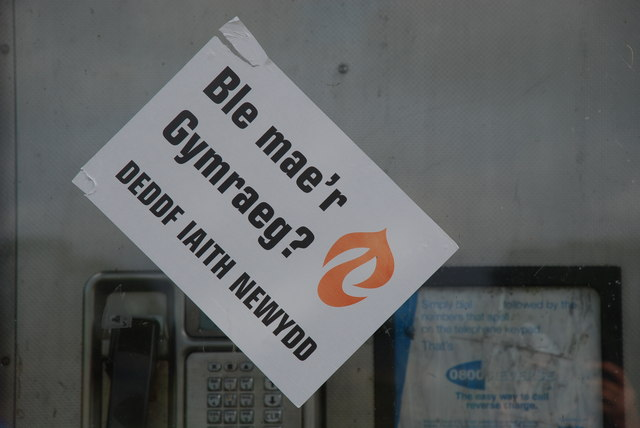
Un exemple de "Ble mae'r Gymraeg?", un autocollant pour une campagne sur un téléphone public à Llangybi, Gwynedd, que l'on peut traduire par Où est le gallois? Nouvelle Loi Linguistique

La signalisation bilingue au pays de Galles a été permise par autorisation spéciale après 1965. En 1972, le Bowen Committee a recommandé qu'elle soit systématique dans tout le pays de Galles. Dans tout le pays de Galles, des instructions pour les conducteurs sont marquées sur le sol des routes. L'une des plus communes est araf – ralentir.

### Controverses et revendications
Le groupe de pression de la langue galloise Cymdeithas yr Iaith Gymraeg fait campagne depuis un certain nombre d'années avec le projet Ble mae'r Gymraeg? (« Où est le gallois ? »), qui réclame l'affichage systématique en gallois et en anglais sur tous les panneaux routiers. Ces revendications se sont fait connaître par la diffusion d'autocollants avec le logo du groupe représentant, une langue de dragon apposée, sur des panneaux écrits seulement en anglais.
Dans la zone de Monmouthshire, marquée par une écrasante majorité anglophone, les panneaux bilingues indiquant les noms des villages de Rockfield et à Cross Ash ont été supprimés en 2011, à la suite de plaintes de résidents locaux. Ces noms gallois n'étaient ni d'usage commun chez les locuteurs gallois, ni proches de la forme anglaise.

### Erreurs
L'exigence pour la signalisation bilingue a parfois conduit à des erreurs, par exemple lorsque les deux langues présentent des informations différentes. En 2006, un panneau de signalisation pour piétons à Cardiff indiquait de « regarder à droite » en anglais, et « edrychwch i'r chwith » (« regarder à gauche ») en gallois. En 2008, un panneau érigé près de l'entrée d'un supermarché à Swansea incluait par erreur la réponse d'un système automatique d'e-mail qui disait « Nid wyf yn y swyddfa ar hyn o bryd. Anfonwch unrhyw waith i'w gyfieithu » ce qui se traduit par « Je ne suis pas au bureau en ce moment. Envoyez tout travail à traduire. »